# نینا سوف
 نینا سوف (انگلیسی: Nina Zander؛ زاده ۲۶ ژانویهٔ ۱۹۹۰) یک تنیس‌باز اهل آلمان است.